# Mahmoud al-Zahar
Mahmoud al-Zahar, em árabe محمود الزهار (Gaza, c. 1945), é um médico cirurgião e um dos criadores da Sociedade Palestina de Medicina e da Universidade Islâmica de Gaza. Passou grande parte da juventude no Cairo, onde estudou e travou contato com a Irmandade Muçulmana, grupo islâmico de oposição ao governo laico do Egito.
Em 1987, participou da fundação do Hamas, sendo próximo do xeique Yassin. Em 1992, Zahar, que estava preso, foi deportado, junto com Yassin e líderes como Rantis e Haniya, para o sul do Líbano. Voltou para a Faixa de Gaza um ano depois.
O governo de Israel fez duas tentativas de matar Zahar. Numa delas, em setembro de 2003, sua casa foi destruída por mísseis lançados por caças israelenses. Zahar sobreviveu, mas seu filho Zaher, de 25 anos, foi morto. Zahar não esconde seu ódio a Israel, principalmente de Ariel Sharon:
| “ | Eles me atacaram com um F-16. As costas da minha mulher estão ruins até hoje, e ela está em tratamento num hospital. Mas ainda assim tenho meus pés firmes no solo palestino e minha cabeça está no alto. Sharon está deitado com a cabeça no mesmo nível de seus pés | ” |

Ele é um dos líderes mais poderosos e radicais do grupo. Com os assassinatos de Yassin e Rantis, o Hamas decidiu não anunciar publicamente seu novo líder, mas informações amplamente conhecidas pelos palestinos e pelas agências de espionagem afirmam que foi escolhido um grupo de três pessoas, sendo que o chefe seria o linha-dura Zahar. No entanto, na lista nacional eleitoral do Hamas, ele figurava apenas como o número nove.
Dois dias antes da eleição, em entrevista ao jornal norte-americano Newsday, Zahar deixou claro que o Hamas continuará a não aceitar a existência de Israel: "veremos, se Deus quiser, o desaparecimento de Israel", disse, acrescentando que:
| “ | "Israel desaparecerá do modo como desapareceram os cruzados e vários impérios, incluindo o britânico e o francês. Os franceses ocuparam a Argélia por 132 anos. Mas foram expulsos | ” |

Em 15 de fevereiro de 2006 foi nomeado para liderar a bancada do Hamas no Parlamento Palestino.